# Allgemeine Handlungsfreiheit
Die allgemeine Handlungsfreiheit ist ein aus Art. 2 Abs. 1 des Grundgesetzes der Bundesrepublik Deutschland abgeleitetes Grundrecht. Der Text des Art. 2 Abs. 1 GG lautet:

„Jeder hat das Recht auf die freie Entfaltung seiner Persönlichkeit, soweit er nicht die Rechte anderer verletzt und nicht gegen die verfassungsmäßige Ordnung oder das Sittengesetz verstößt.“

Die Allgemeine Handlungsfreiheit stellt den Grundsatz auf, dass jede Handlung erlaubt ist, wenn sie nicht verboten ist oder die Rechte anderer verletzt. Sie wird auch als allgemeine Verhaltensfreiheit bezeichnet, was im Einklang mit der Definition von Verhalten – Tun oder Unterlassen – steht.

## Schutzbereich

### Persönlicher Schutzbereich
Träger des Rechts ist jeder Mensch, Adressat ist die staatliche Gewalt, die gemäß Art. 1 Abs. 3 GG Exekutive, Legislative und Judikative umfasst.
Ganz überwiegend ist anerkannt, dass auch inländische juristische Personen gemäß Art. 19 Abs. 3 GG Träger des Grundrechts sein können, es also seinem Wesen nach auf diese anwendbar ist.

### Sachlicher Schutzbereich
Weniger eindeutig ist der Schutzbereich, der Inhalt des Rechts. Aus dem Wortlaut „freie Entfaltung der Persönlichkeit“ wurde in den Anfangsjahren der Bundesrepublik geschlossen, geschützt seien nur besondere, „hochwertige“ Persönlichkeitsentfaltungen („Persönlichkeitskerntheorie“). Nur so sei das Grundrecht dem Gewicht der übrigen Grundrechte vergleichbar.
Das Bundesverfassungsgericht hat dagegen schon früh entschieden Art. 2 Abs. 1 GG gewährleiste eine „allgemeine Handlungsfreiheit“ und schütze damit selbst so banale Dinge wie „das Reiten im Walde“. Dabei stützte das Gericht seine Auslegung maßgeblich auf den Willen des Verfassungsgebers. Der Parlamentarische Rat wollte dem Grundrecht zunächst die Formulierung „Jedermann hat die Freiheit, zu tun und zu lassen, was die Rechte anderer nicht verletzt und nicht gegen die verfassungsmäßige Ordnung oder das Sittengesetz verstößt“ (fälschlicherweise oft als „jeder kann tun und lassen was er will“ zitiert) geben und wählte nur der sprachlichen Gefälligkeit wegen die heutige Fassung. Für diese Ansicht spricht auch, dass die Schranken (insbesondere die der „verfassungsmäßigen Ordnung“) weiter als bei jedem anderen Grundrecht sind, was umgekehrt auf einen ungemein weiten Schutzbereich hindeutet.
Diese Auslegung ist heute so herrschend, dass man das Grundrecht allgemeine Handlungsfreiheit nennt. Es ist damit ein „Auffanggrundrecht“, das immer eingreift, wenn speziellere Grundrechte nicht vorhanden sind oder – das ist freilich umstritten – deren Voraussetzungen nicht erfüllt sind. Demnach darf beispielsweise jedermann die bevorzugte Kleidung tragen, ausreisen, Tauben füttern oder sich das Auto seiner Wahl kaufen. Auch können sich Ausländer, die nicht Träger von sog. „Deutschengrundrechten“ sind, stattdessen auf Art. 2 Abs. 1 GG berufen. Besondere Bedeutung erlangt das Grundrecht, soweit Unionsbürger betroffen sind, im Zusammenhang mit dem Diskriminierungsverbot des Art. 18 AEU-Vertrag: Durch gemeinschaftsrechtskonforme Auslegung kann ihnen ein den Deutschengrundrechten entsprechender Schutz gewährt werden.

### Konsequenzen des Verständnisses als allgemeine Handlungsfreiheit
Die Annahme, Art. 2 Abs. 1 GG sei ein subsidiäres Auffanggrundrecht, hat die Stellung des Bundesverfassungsgerichts erheblich gestärkt. Unter Berufung auf dieses Recht kann jeder Bürger jedes ihn belastende Gesetz mittels der Verfassungsbeschwerde auf seine Vereinbarkeit mit dem Grundgesetz prüfen lassen. Folge dieser umfassenden Zuständigkeit des Bundesverfassungsgerichts ist eine Flut von Verfassungsbeschwerden, die nur durch Einrichtung von vorprüfenden „Kammern“ überhaupt noch zu bewältigen waren.
Zudem ist jede (behauptete) unrichtige Rechtsanwendung durch die Rechtsprechung eine (angebliche) Verletzung der allgemeinen Handlungsfreiheit, da bei unrichtiger Gesetzesauslegung die belastende Entscheidung nicht mehr von der „verfassungsmäßigen Ordnung“ gedeckt ist. Damit würde das Bundesverfassungsgericht zu einer Superrevisionsinstanz, die sämtliche Urteile aller anderen Gerichte zu überprüfen hätte. Das wäre weder sinnvoll noch überhaupt leistbar. Deshalb beschränkt das Bundesverfassungsgericht seine Prüfung auf die Verletzung von spezifischem Verfassungsrecht, also darauf, ob eine Entscheidung willkürlich war oder die Bedeutung der Grundrechte überhaupt verkannt wurde. Mit einer Verfassungsbeschwerde, die nur falsche Rechtsanwendung rügt, wird der Bürger also nicht gehört.
Für das Verwaltungsrecht hat die allgemeine Handlungsfreiheit die Auswirkung, dass jeder belastende Verwaltungsakt den Adressaten möglicherweise zumindest in seinem Recht aus Art. 2 Abs. 1 GG verletzt, die erforderliche Klagebefugnis liegt dann vor (sog. Adressatentheorie).

### Abgrenzung und verwandte Grundrechte
In Art. 2 Abs. 1 GG wird nach der ständigen Rechtsprechung des Bundesverfassungsgerichts auch die Privatautonomie geschützt.
Nicht zu verwechseln ist die freie Entfaltung der Persönlichkeit mit dem allgemeinen Persönlichkeitsrecht und dessen Spezialfall, dem Grundrecht auf informationelle Selbstbestimmung. Diese sind im Grundgesetz nicht ausdrücklich erwähnt, sondern vom Bundesverfassungsgericht aus Art. 2 Abs. 1 i. V. m. Art. 1 Abs. 1 GG entwickelt worden.
In der Weimarer Reichsverfassung war – mangels entsprechendem Grundrecht – die allgemeine Handlungsfreiheit noch in der Freiheit der Person (Art. 114 Abs. 1 Satz 1 WRV) verortet, die damit mehr als nur körperliche Bewegungsfreiheit war.

## Eingriff
Eingriff ist jede belastende hoheitliche Maßnahme in den Schutzbereich des Art. 2 Abs. 1 GG. Jedoch sind denkbare Eingriffe durch die Weite des Art. 2 Abs. 1 GG unendlich vielfältig. Es sind somit nur erhebliche Eingriffe gemeint, Bagatellen gelten nicht als Eingriff in den Schutzbereich des Art. 2 Abs. 1 GG.
Vereinzelt wird vertreten, als Ausgleich zu dem weiten Schutzbereich nur „klassische“ Eingriffe (Finalität, Unmittelbarkeit, Rechtsförmigkeit, Zwang) genügen zu lassen. Nicht erfasst würden dann etwa nur faktische Beeinträchtigungen. Diese Ansicht hat sich indes nicht durchgesetzt.

## Schrankentrias
Wie jedes Grundrecht gilt auch die allgemeine Handlungsfreiheit nicht schrankenlos. Die freie Entfaltung der Persönlichkeit darf das friedliche Zusammenleben der Menschen nicht stören.
Die so genannte Schrankentrias besteht aus der verfassungsmäßigen Ordnung, den Rechten anderer und dem Sittengesetz. Angesichts der Fülle der Rechtsnormen hat heute nur noch die Schranke der verfassungsmäßigen Ordnung Bedeutung. Sie erfasst alle formell und materiell rechtmäßigen Rechtsnormen, also die gesamte Normenpyramide von Bundesgesetzen, -rechtsverordnungen, Landesverfassungen bis zu -parlamentsgesetzen. Insbesondere kommen auch Satzungen der Gemeinden und Landkreise in Frage, für die (anders als bei der Einschränkung von Grundrechten mit Gesetzesvorbehalt) keine spezielle gesetzliche Grundlage erforderlich ist, sondern die allgemeine Satzungsermächtigung genügt.
Weil beinahe jedes Gesetz die allgemeine Handlungsfreiheit einschränkt, gilt das Zitiergebot des Art. 19 Abs. 1 Satz 2 GG nicht für die Einschränkung der allgemeinen Handlungsfreiheit.
Allerdings müssen auch hier die einschränkenden Gesetze dem Übermaßverbot genügen, also verhältnismäßig sein.